# Lisa Gardner
Lisa Gardner (Hillsboro, 1972) è una scrittrice di fantascienza statunitense.
È autrice di numerosi thriller tra cui The Killing Hour e The Next Accident. Ha anche scritto romanzi rosa con lo pseudonimo di Alicia Scott.
Molti dei suoi romanzi sono stati adattati al cinema o in televisione.

## Biografia
Cresciuta a Hillsboro, Oregon, si è laureata alla Glencoe High School. Il suo romanzo Gone è ambientato in una versione romanzata di Tillamook, Oregon. A partire dal 2007, Gardner vive nel New Hampshire.

## Opere

### Come Lisa Gardner
FBI Profiler serie (Quincy):
- The Perfect Husband (1998), ISBN 1-56865-601-7
- The Third Victim (2001), ISBN 0-7394-1471-2
- The Next Accident (2001), ISBN 0-553-80238-0
- The Killing Hour (2003), ISBN 0-553-80252-6
- Gone (2006), ISBN 0-553-80431-6
- Say Goodbye (2008), ISBN 0-553-80433-2
- The 4th Man (short story) (2017)
- Right Behind You (2017), ISBN 978-0-525-95458-3

Detective D.D. Warren serie:
- Alone (2005), ISBN 0-553-80253-4
- Hide (2007), ISBN 978-0-553-80432-4
- La vicina (del 2009, pubblicato nel 2012 in Italia), ISBN 978-0-553-80723-3
- Live to Tell (2010), ISBN 978-0-553-80724-0
- A chi vuoi bene (del 2011, pubblicato nel 2013 in Italia), ISBN 978-0-553-80725-7
- The 7th Month
- Prendimi (del 2012, pubblicato nel 2015), ISBN 978-0-525-95276-3
- Fear Nothing (2014), ISBN 978-0-525-95308-1
- 3 Truths and a Lie (short story) (2016)
- Find Her (2016), ISBN 978-0-525-95457-6

Indipendenti:
- The Other Daughter (1999), ISBN 0-7394-0414-8
- The Survivors Club (2002), ISBN 0-553-80251-8
- I'd Kill For That (2004), ISBN 0-312-93696-6
- Toccata e fuga (del 2013, pubblicato nel 2014), ISBN 0-525-95307-8
- Crash & Burn (2015), ISBN 0-525-95456-2

### Come Alicia Scott
- Walking After Midnight (1992), ISBN 0-373-07466-2
- Shadow's Flame (1994), ISBN 0-373-07546-4
- Waking Nightmare (1994), ISBN 0-373-07586-3
- At the Midnight Hour (1995), ISBN 0-373-07658-4
- Hiding Jessica (1995), ISBN 0-373-07668-1
- The Quiet One (1996), ISBN 0-373-07701-7
- The One Worth Waiting For (1996), ISBN 0-373-07713-0
- The One Who Almost Got Away (1996), ISBN 0-373-07723-8
- Maggie's Man (1997), ISBN 0-373-07776-9
- Macnamara's Woman (1997), ISBN 0-373-07813-7
- Brandon's Bride (1998), ISBN 0-373-07837-4
- Partners in Crime (1998), ISBN 0-373-65014-0
- Marrying Mike... Again (2000), ISBN 0-373-07980-X